# Японска улична мода
Япония започва да подражава на Западната мода през средата на 19 век. В началото на 21 век това подражаване образува улична мода – моден стил, в който носещият изработва по поръчка тоалетите, като смесва настоящите с традиционните модни тенденции. Като цяло такива дрехи са основно домашно направени с използването на материали, закупени от магазините.
Има много стилове на обличане в Япония, създадени от съчетаването на местни и чужди модни марки. Някои от тези стилове са фрапиращи и авангардни, подобно на висшата мода от европейските подиуми. Възходът и падението на много от тези стилове са хроникирани от Шоичи Аоки през 1997 г. в модното списание „Фрютс“, което е прочуто списание за насърчаването на уличната мода в Япония.
През 2003 г. японската хип-хоп музика, която отдавна присъства на ъндърграунд сцената в Токио, е повлияна от преобладаващата японска модна индустрия. Популярността на хип-хоп музиката е толкова влиятелна, че младите хора в Токио започват да имитират своите любими хип-хоп изпълнители по маниера им на обличане от много несъразмерно широки дрехи до преобладаващ показ на загоряла кожа. Идеята за потъмняването на младежката кожа за максимална прилика с американска хип-хоп звезда или етническа група може да изглежда като прищявка, но при тази субкултура хората с тъмни лица не се различават от останалите субкултури, които се появяват в резултат на хип-хопа.

## Модерна японска улична мода
Въпреки че днес стиловете са се променяли през годините, уличната мода в Япония е все още важна. Младежите могат често да бъдат открити облечени в субкултурно облекло в големи градски модни области като Хараджуку, Гиндза, Одайба, Шинджуку и Шибуя.

### Курой ниджи
Курой ниджи (на японски: 黒い虹; kuroi niji; в превод: „черна дъга“) е уличен стил, създаден от Боу Осаки около 2012 г. Този стил обикновено е смесица от цветовете на дъгата с черно и смесица от сладурско и страшно.

### Лолита
Съдържаща много различни теми в рамките на своите граници, Лолита модата се е превърнала в един от по-големите и по-разпознаваеми стилове в японската уличната мода. Сега, набирайки интерес в световен мащаб, Лолита се разглежда като един от многото различни стилове, който носи „сладурското“ в Япония. По-добре разпознаваемите стилове Лолита са:
- Готик Лолита – той е с тежко влияние от Източния и викторианския готически стил. Често се характеризира с тъмни цветове, кръстове, прилепи и паяци, както и други популярни готик „образи“. Викториански железни порти и архитектурни проекти са също често се намират като щампи върху дрехи. Полите обикновено са с дължина до коляното и отдолу с фусти за обем. Блузите и ризите обикновено са поръбени с дантела – гладка или разрошена във викториански стил. Чорапи, дълги до коляното, с ботуши, бонета, брошки и чадър завършат този стил на Лолита.
- Сладката Лолита – това е най-детинският стил, характеризиращ се най-вече с присъствието на изкуствени бебета животни, приказни теми, невинност и детско облекло. Тя е вдъхновена от бебешките кукли и Хелоу Кити,[3] които са много популярни сред сладките лолити. Използват се пастелни цветове, както и други приглушени цветове като черно, тъмночервено и синьо. Популярни аксесоари при Сладката Лолита са големите панделки за глава, сладките портмонета, елегантните чадъри и плюшените животни.
- Пънк Лолита е експериментален стил – смесица на влиянията на пънка с Лолита. Понякога тя може да изглежда деконструирана и шантава, като същевременно запазва голяма част от „силуета на Лолита“.
- Класическата Лолита е много традиционна. Тя е зряла и бизнес ориентирана, фокусът е върху топлите и светли цветове като синьо, червено и зелено.
- Кодона, известна още като „момчешки стил“ или „оуджи“ е по-мъжествената версия на Лолита, повлияна от облеклото на викторианските момчета. Панталоните „принц“, които са къси панталони в стил Капри, са отрязани до коляното, допълнени с някакъв детайл (като например маншети, поръбени с дантела) – носят се обикновено с мъжки блузи, цилиндрични шапки, чорапи до коленете и т.н.[4]

### Гяру
Гяру стилът, известен като гангуро, е всъщност подкатегория на стила Гяру, който е вид японска улична мода, създадена през 1970 г. Оригиналният Гангуро вид вече не е популярен в Япония. Гяру е огромен протест към момичешкия бляскав стил на обличане, нарушаващ всички правила на естествено красивото, и живее с изкуствената красота (перуки, изкуствени мигли, изкуствени нокти и т.н.). Гяро е вдъхновен силно от Западната европейска мода. Противно на стереотипите не всички почитатели на гяру се обличат по сексуално провокативен начин. Стилът Гяру е разнообразен и не се ограничава само до русата коса и загоряла кожа.

### Гангуро
Стилът Гангуро в японската уличната мода става популярен сред японските момичета в началото на 1990 г. и достигна своя връх в началото на 2000 г. Гангуро се влива в по-голямата субкултура на стила Гяру. Стилът Гангуро обикновено включва ярко оцветени дрехи, мини поли и боядисани малайски облекла. Стилът Гангуро състои от светли коси, плътен тен, изкуствени мигли, черен и бял молив за очи, гривни, обеци, пръстени, колиета и платформени обувки.

### Когяру
Когяру стилът се разпознава по свободните чорапи и скъсените поли. Общият вид при този стил е заимстван от училищната униформа, но с по-къса пола, отпуснати чорапи и по-свободно носен шал. Момичетата, които го носят, наричат себе си понякога гяру (разг. „момичета“). Този стил през 1990 г. е бил популярен, но сега е в спад.

### Босодзоку
Босодзоку модата не става популярна през 90-те години на 20 век, а стереотипният Босодзоку вид често е портретиран в множество форми в японските медии като например в аниме, манга и в различни филми. Типичният член на Босодзоку стила често се изобразява в униформа, състояща се от гащеризон – като тези, носени от обикновени работници или от токо-фуки – тип военно облекло, снабдено с палто, като към него се добавя и бойният зов „канджи“. Те обикновено се носят отворени, без риза отдолу, съпроводени с фукане на превързани кръстове и торбести панталони, плюс затъкнати вътре във високи ботуши.

### Декора
Стилът Декора възниква в края на 90-те години на 20 век и началото на 21 век и се радва на голяма популярност както във, така и извън Япония. Дрехите обикновено са в черно, тъмнорозово, бебешко розово, както и в други неонови цветове (пастелните цветове са рядко срещани). Обикновена риза с качулка се носи често с къси поли, подобни на пачки в същата цветова гама като горните дрехи. Косата често е на ниски конски опашки и дълъг бретон, а при грима тенденцията е той да бъде доста обикновен. Въпреки това най-съществената част на стила Декора е натрупването на много слоеве сладурски аксесоари, като бретонът и ризата остават едва забележими. Чорапи, гетри, митенки и чорапи до коляното се наслояват един върху друг. Общите детайли включват леопардови щампи и шарени зъболекарски маски. Декора в крайна сметка се влива и заменя в края на 2000 г. от стила Фея кей и OTT-Лолита в Япония, въпреки че е бил сравнително популярен стил в чужбина.

### Широнури
Широнури буквално означава „боядисан в бяло“. Той е наречен така, защото хората, които се обличат в стила Широнури, носят бял грим. Това е единственото правило в Широнури, въпреки че традиционните японски модни елементи (кимона, хакама и т.н.) са общи, както и елементи от Готик-Лолита. Минори е добре познат широнури художник, който е интервюиран от Tokyofashion.com.

### Вижуъл кей
Вижуъл кей е стил, създаден в средата на 80-те години на 20 век от японски музиканти. Състои се от ярък грим, нестандартни прически и пищни костюми, подобни на тези на Западния глем рок и глем метъл. Андрогинността също е популярен аспект на стила. Някои от по-известните и влиятелни артисти на стила са X Japan, Luna Sea и Malice Mizer.

### Ошаре кей
Ошаре кей е щастливо-безгрижна версия на вижуъл кей и се разглежда като най-модерния и прогресивен от всички стилове. Стилът се фокусира най-вече върху смесването на различни модели, ярки цветове и пънк елементи, за да създаде уникална визия. За разлика от вижуъл кей гримът е леко смекчен и се фокусира главно върху очите. Пиърсингите на лицето също се срещат в този стил. Точно както вижуал кей стила, ошаре кей е до голяма степен повлиян от музикалните артисти. Някои от тях са An Cafe, Panic Channel, Ichigo69, Lolita23q, заха, LM.C и Aicle.

### Ангура кей
Ангура кей е най-тъмният визуален стил кей. Дрехите на стила са най-вече в черно, но с шипове и вериги. Гримът се носи тъмен и тежък. Стилът е оприличен на модерна готика. Подобно на другите два споменати стила, Ангура кей е силно повлиян от ъндърграунд музиката, носеща същото име. Някои от най-известните групи са MUCC, Floppy, Guniw Tools, Metronome и Nookicky.

### Култ парти кей
Този стил е кръстен на Хараджуку Култ парти магазин (сега известен като Дева Мария) и е сравнително новоизмислен стил, който се основава на западните религиозни артефакти като кръстове и библии. Общите аспекти включват кръстове, заплетени в прежда, слоеве плат в меки цветове, много кремовидна дантели, сатенени лъкове и библейски отпечатъци. Гримът и прическата не са толкова усъвършенствани като в другите стилове. В действителност Култ парти кей се носи често с естествено изглеждащ грим без никакъв по-голям акцент върху очите, заедно с прости прически с рози. Култ парти кей според някои е производен от Доли кей.

### Доли кей
Доли кей е нововъзникнал стил, основан на модните възприятия на японците, повлияни от модата през Средновековието и от приказките на Братя Грим и Ханс Кристиан Андерсен. Този стил включва много ретро дрехи заедно с религиозни символи. Grimoire е магазин в Япония, който е описан като „пионерски магазин за стила Доли кей на модната сцена“.

### Фери кей
Това е по-сладката Лолита, смесена с декора стила с нотка на 80-те години на 20 век. Във Фери кей стила се използват най-вече светли пастелни цветове (като лавандула, бебешко синьо, светлорозово, ментово зелено, бледожълто и т.н.), както и елементи и аксесоари от Западните европейски линии за играчки от 80-те години и началото на 90-те години на 20 век, като например от My Little Pony, Strawberry Shortcake, Rainbow Brite, Popples, Jem and the Holograms, Barbie, Wuzzles и Грижовните Мечета. Фери кей произхожда от Саури Табучи, който е видна модна фигура в Токио

### Мори
Стилът Мори (което на японски означава „гора“) използва меки, свободно прилепващи слоеве плат за облекла – като например реещи се рокли и жилетки. Акцентът тук е върху естествените материи (памук, лен, вълна) и ръчно изработени или винтидж аксесоари с природата тематика. Цветовата схема обикновено се състои от леки и неутрални цветове, но могат да се използват памучни и ленени платове, както и платове на цветя. По отношение на прическите бретонът (често накъдрен) и плитките са много популярни.
Стилът Мори е подобен на стила Доли кей, като целта е да се създаде кукленски външен вид, но по по-непринуден и земен начин.

## Модна индустрия и популярни марки
Въпреки че японската уличната мода е известна със своята богата смесица от различни стилове и жанрове, няма нито една търсена марка, която може да отговори последователно на всички модни групи. Огромното търсене, създадено от осъзнатото към модата население, се води и поддържа от жизнената модна индустрия на Япония. Трите крайъгълни камъка на японската мода са Исей Мияке, Йоджи Ямамото и Рей Кавакубо на марката Comme des Garçons. Те са признати за японска модна сила в началото на 80-те години заради интензивно си използване на монохромни цветове и авангарден дизайн.
Още в началото на 50-те години на 20 век се появяват няколко марки, обслужващи специално уличната мода, като Оницука Тайгър (сега известна като Асикс]), но в началото на 90-те години модната индустрия става свидетел на изплуването и буйния разцвет на уличните модни марки. Най-популярните от тях са: A Bathing Ape, Comme des Garçons, Evisu, Head Porter, OriginalFake, Uniqlo, Visvim, W)TAPs и XLarge. Уличните модни марки често се отличават по сътрудничеството си с известни художници и дизайнери и с пускането на лимитирана серия като търговска стратегия. Има и марки, които са насочени към специфични модни групи. Например, Angelic Pretty е за Лолита, а Sex Pot Revenge – за пънк стила.
Япония също е известна и със своята значителна консумация на чуждестранни луксозни марки. Според данни от 2006 г. Япония консумира 41% от всички луксозни стоки в света. Синята линия на Burberry е сред най-успешните на тази сцена.

## Международно влияние
Непосредственото влияние върху японската уличната мода носи обаянието си от Южна Корея, Тайван и Китай. Географските и културните сходства са сред най-важните и определящи фактори. Сходната форма на тялото и фигурата прави японския стил по-лесен и по-търсен от тези в европейската или американска мода. Въпреки това влиянието на европейската и американска мода с японския стил не създава директно съперничество.
Японската улична мода е повлияна също и от модните стилове при Западното крайбрежие на Съединените щати. Висшият клас модни марки като Comme des Garçons изиграват важна роля в глобалната модна индустрия от 80-те години, по-специално чрез честото кръстосване на чуждестранен дизайн с други марки. През 2008 г. Рей Кавакубо проектира за Louis Vuitton и H&M.
Работата на Томоко Яманака е включена в London Fashion Week 2010.

### Социални мотиви
Мотивите, подтикващи преследването на модата в Япония, са различни. Първо, относително големият разполагаем доход на разположение на японската младеж е значителен. Мнозина твърдят, че това е станало възможно благодарение на съжителството на младежта с родителите си у дома, което намалило разходите за живот. В допълнение, появата на силна младежка култура през 60-те и 70-те години, която продължава и до днес (най-вече в района на Хараджуку), възбужда висок стремеж към нови и различни модни погледи. Възходът на консуматорството е важна част от „националния характер“ на Япония по време на икономическия бум през 80-те години на 20 век и дори след спукването на този балон също допринася за следването на модата. Тези фактори водят до бърз оборот и променливост в стилове, популярни по всяко едно време.